# Adolf Borbein
Adolf Heinrich Borbein (* 11. Oktober 1936 in Essen) ist ein deutscher Klassischer Archäologe.
Borbein legte 1956 zusammen mit dem späteren Altphilologen Christian Gnilka sein Abitur am humanistischen Gymnasium Hammonense in Hamm/Westf. ab. Danach studierte Borbein von 1956 bis 1963 Klassische Archäologie sowie Griechische und Lateinische Philologie in Bonn und München und wurde mit einer Arbeit zum Thema Campana-Reliefs. Typologische und stilkritische Untersuchungen bei Ernst Langlotz promoviert. Nach dem Reisestipendium des Deutschen Archäologischen Instituts 1964/65 war er von 1965 bis 1974 wissenschaftlicher Assistent bei Heinrich Drerup in Marburg. Am 27. Juni 1973 wurde er an der Universität Marburg mit der Arbeit Die griechische Statue des 4. Jahrhunderts v. Chr. Formanalytische Untersuchung zur Kunst der Nachklassik habilitiert. Von 1974 bis 1977 war er Professor (C 2) an der Universität Marburg, ab dem 1. April 1977 ordentlicher Professor an der Freien Universität Berlin, 2005 wurde er emeritiert.
Adolf H. Borbein war von 1977 bis 2010 Mitglied der Zentraldirektion des Deutschen Archäologischen Instituts und war zeitweise Vertreter des Präsidenten. Er ist Mitglied der Akademie der Wissenschaften und der Literatur Mainz sowie außerordentliches Mitglied der geisteswissenschaftlichen Klasse der Berlin-Brandenburgischen Akademie der Wissenschaften. Von 1978 bis 2007 war er fast 30 Jahre lang Vorsitzender der Archäologischen Gesellschaft zu Berlin. Er ist Herausgeber der Reihe Antike Plastik und Mitherausgeber der historisch-kritischen Ausgabe der Schriften von Johann Joachim Winckelmann.
1996 erhielt Borbein die Winckelmann-Medaille der Stadt Stendal.